# Paola Díaz Gómez
Paola Alejandra Díaz Gómez (18 de enero de 1992) es una deportista mexicana que compite en triatlón. Ganó una medalla de plata en los Juegos Panamericanos de 2015, y una medalla de bronce en el Campeonato Panamericano de Triatlón de 2014.

## Palmarés internacional
| Juegos Panamericanos    | Juegos Panamericanos      | Juegos Panamericanos | Juegos Panamericanos |
| Año                     | Lugar                     | Medalla              | Prueba               |
| ----------------------- | ------------------------- | -------------------- | -------------------- |
| 2015                    | Toronto (Canadá)          | Medalla de plata     | Individual           |
| Campeonato Panamericano |                           |                      |                      |
| Año                     | Lugar                     | Medalla              | Prueba               |
| 2014                    | Sarasota (Estados Unidos) | Medalla de bronce    | Relevo mixto         |